# Palmerton Historic District
Der Palmerton Historic District ist ein nationaler historischer Bezirk in Palmerton, Carbon County, Pennsylvania. Er wird grob von der Tomb Street, der Avenue A, der 8th Street und der Harvard Avenue begrenzt und umfasst 1262 beitragende Gebäude, sieben beitragende Bauwerke (fünf Eisenbahnbrücken, eine Straßenbrücke und einen Parkpavillon) und vier beitragende Stätten (drei Parks und einen Friedhof) sowie 475 nicht beitragende Gebäude und 13 nicht beitragende Stätten, an denen sich zuvor abgerissene Ressourcen befunden hatten. Die Nutzungsfunktionen reichen von kommerziellen und industriellen über institutionelle bis hin zu Wohnzwecken. Dieser Bezirk wurde am 19. Januar 2018 in das National Register of Historic Places aufgenommen, um seine Bedeutung für die Planung und Entwicklung der Gemeinde zu würdigen.

## Geschichte und bemerkenswerte Architektur
Der Distrikt umfasst Bauwerke, die aufgrund ihrer Bedeutung für die Planung und Entwicklung der Region bemerkenswert sind, sowie mehrere Bauwerke, die nicht zum Distrikt gehören. Er wird ungefähr von der Harvard Avenue, der 8th Street, der Avenue A und der Tomb Street begrenzt und umfasst gewerbliche, industrielle, institutionelle und Wohngebäude.
Nach Ansicht der Denkmalpflegerin Shelby Weaver Splain handelt es sich um einen historisch bedeutsamen Bezirk, da der zu diesem Bezirk gehörende Teil von Palmerton „unter der Leitung von Stephen Squires Palmer, dem Präsidenten der New Jersey Zinc Company, entworfen und angelegt wurde“, wodurch Palmerton „zu einer bedeutenden geplanten Gemeinde wurde, die von der Firma zur Unterbringung ihrer Arbeiter errichtet wurde“. Die frühesten Bauarbeiten in diesem Bezirk begannen 1890 und dauerten ungefähr bis 1962.

### Beitragende Strukturen und Standorte
Zum Palmerton Historic District gehören 1262 Gebäude, drei Parks und ein Friedhof, die als beitragende Stätten ausgewiesen wurden, sowie fünf Eisenbahnbrücken, eine Straßenbrücke und ein Parkpavillon, die als beitragende Bauwerke ausgewiesen wurden.
Zu den bemerkenswerten Gebäuden gehören die St. John’s Episcopal Church und die Stephen S. Palmer School, die sich beide in der Lafayette Avenue befinden, sowie die Living Hope Lighthouse Church in der 3rd Street.

## Galerie

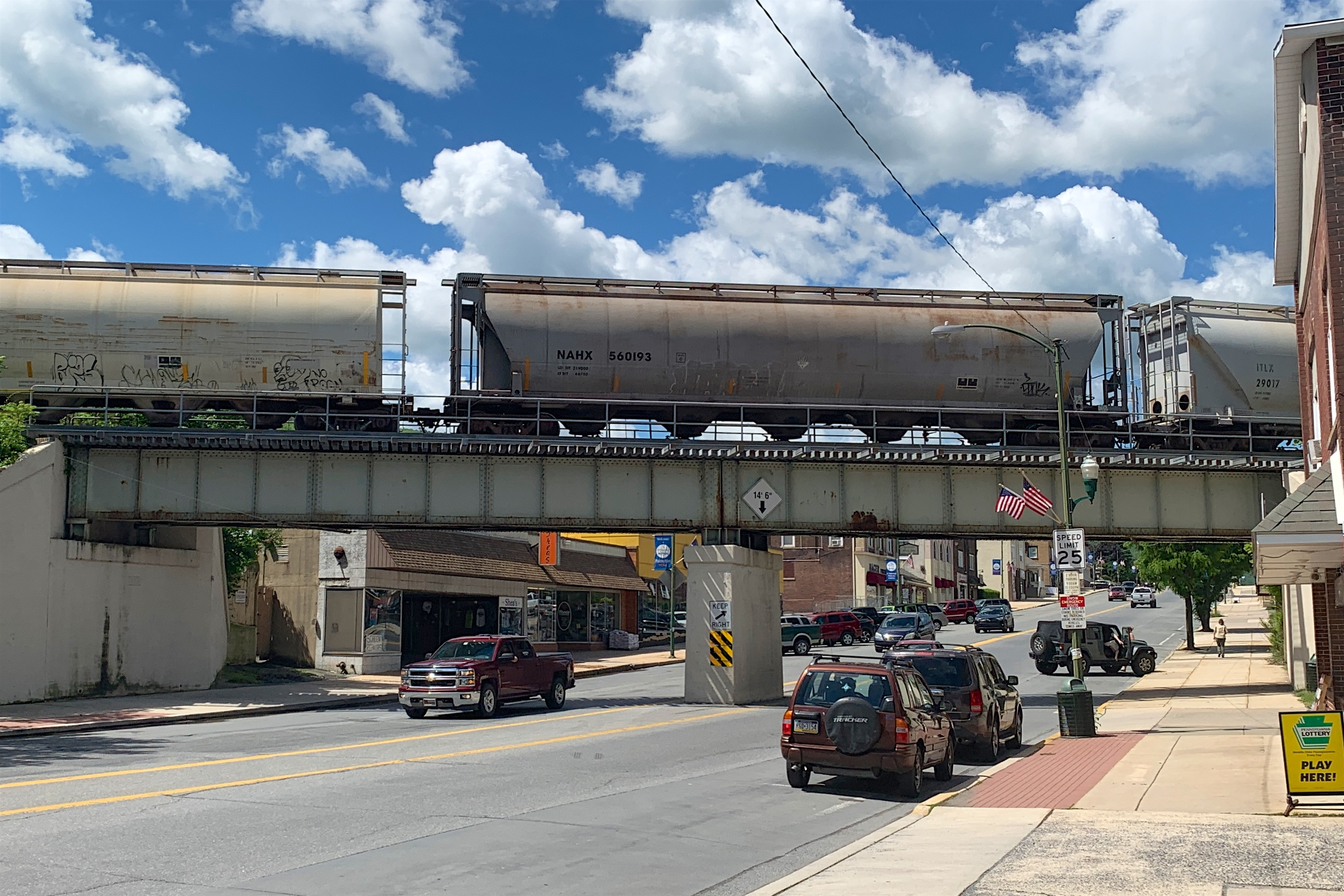
Delaware Avenue in Downtown Palmerton
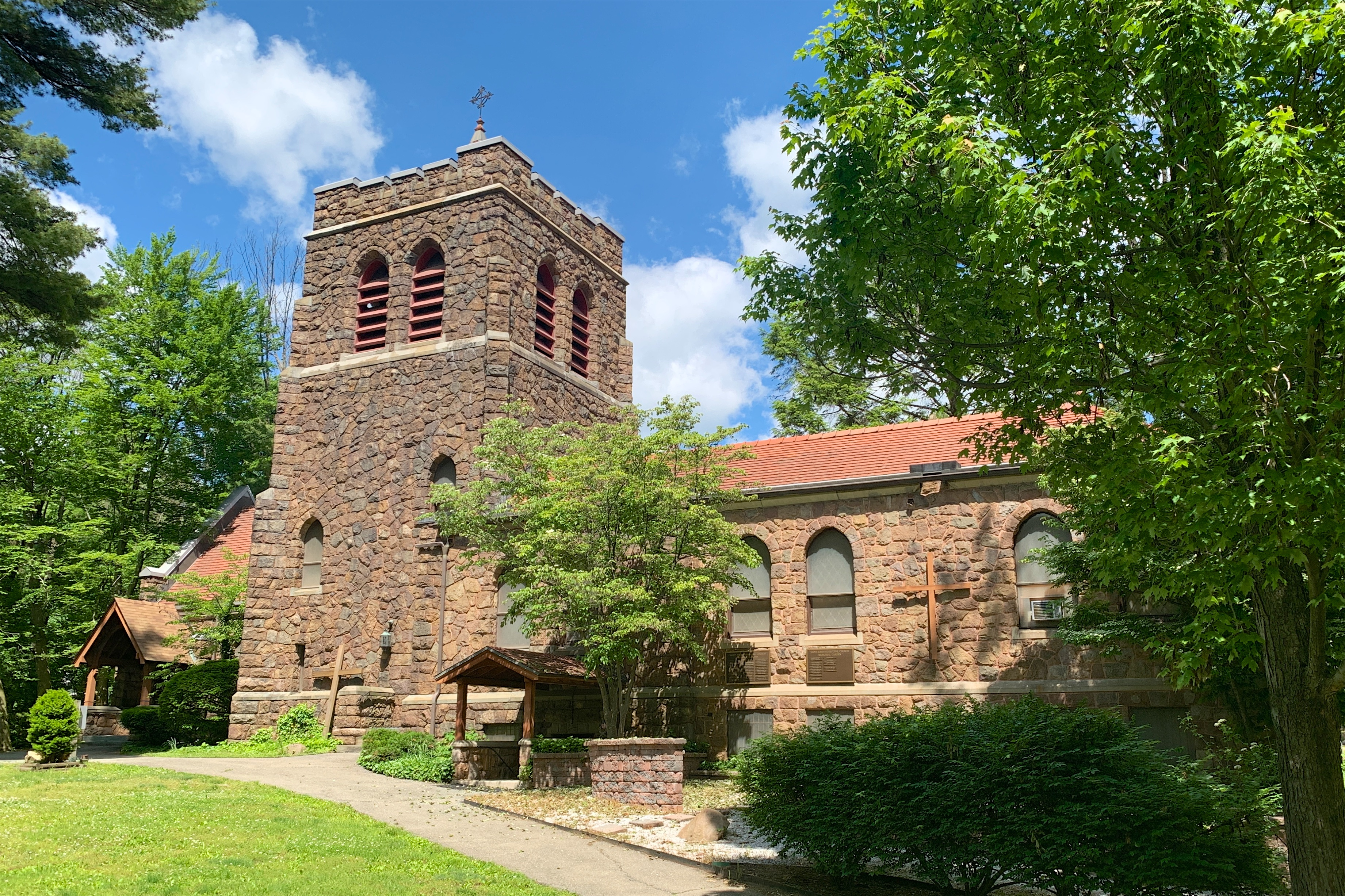
St. John's Episcopal Kirche
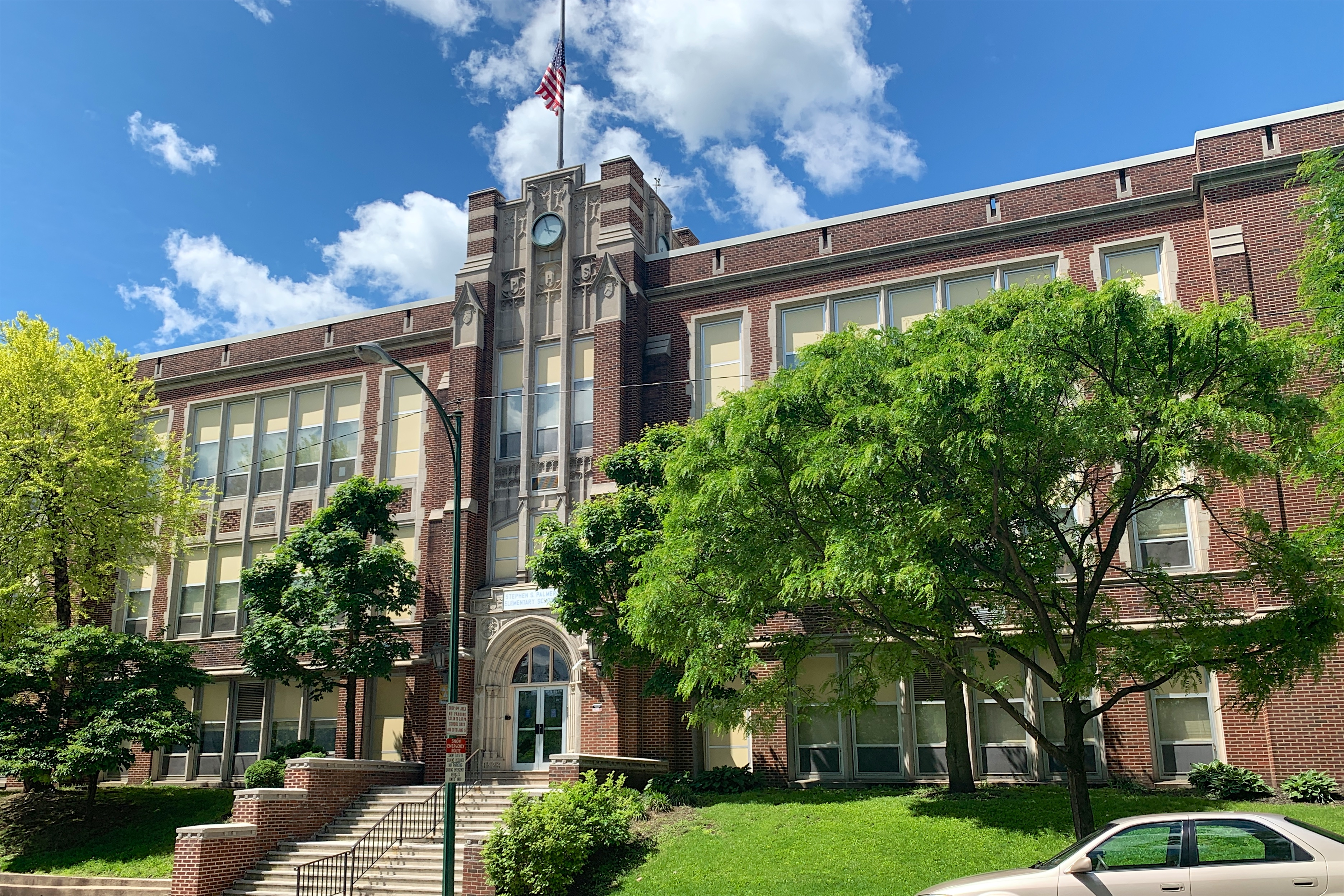
Stephen S. Palmer Schule
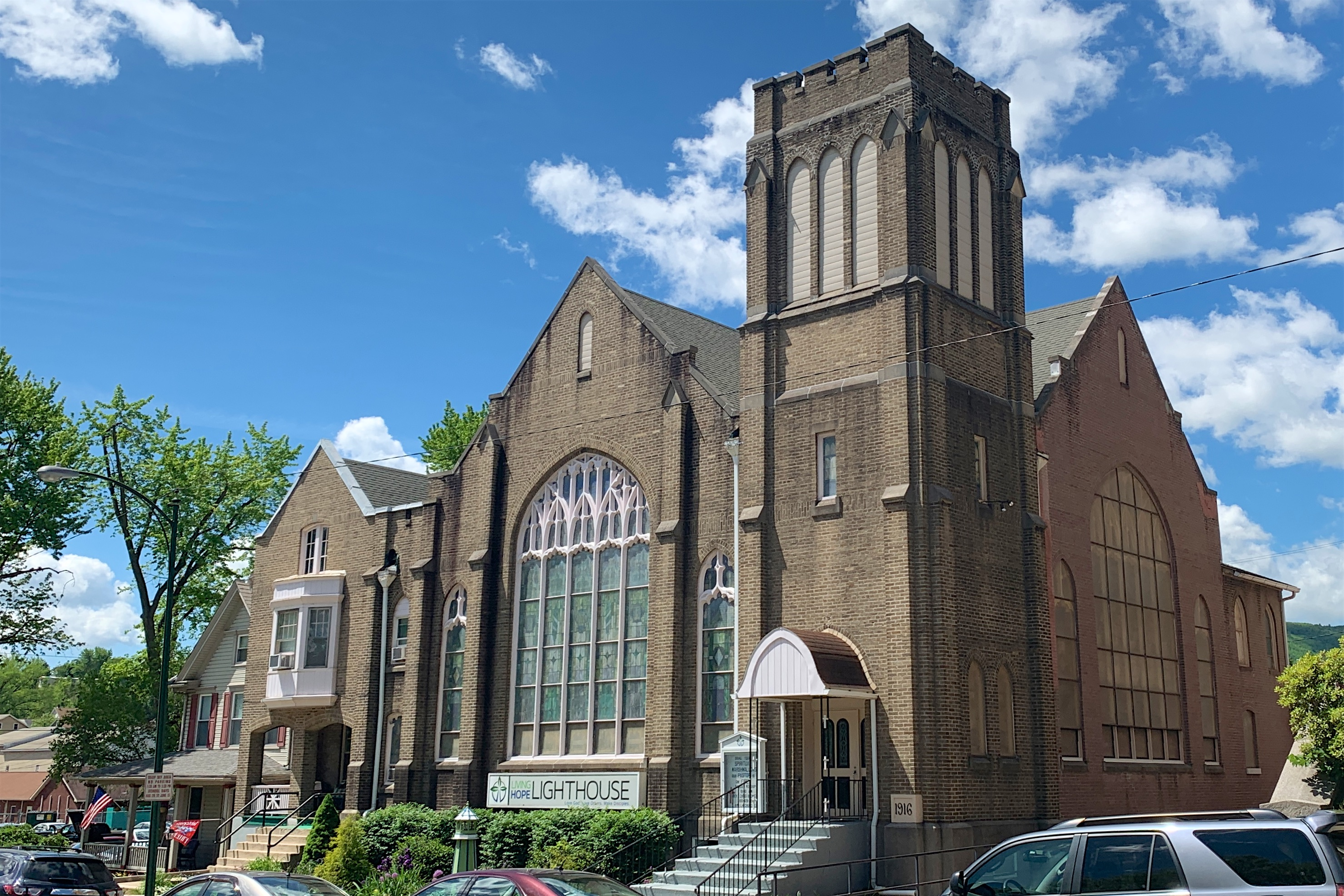
Living Hope Lighthouse Kirche